# 死亡骗局
死亡骗局是媒體報道了某人死亡的消息，后来被報道者被证明並未死亡。 在某些情况下，这可能是因为被報道者故意假装死亡。

## 名人
1945年，在富兰克林·罗斯福去世后，開始有報道說查理·卓别林和法蘭·仙納杜拉也已死亡。1960年代后期甚至出現保羅已死的谣言。2011年也有亞洲電視誤報江澤民逝世事件。在21世纪，关于名人的死亡假消息通过互联网更容易傳播。
一个相反的现象是有人否认名人死亡，並声称該位名人还活着，尽管官方已宣布死亡。 